# Језеро Сарез
Сарезско језеро (рус. Сарезское озеро; таџ. Сарез кӯл) је језеро у округу Рушон у покрајини Горно-Бадахшан, Таџикистан. Дужина око 758 km (471 mi), дубина неколико стотина метара, надморска висина водене површине око 3,263 m (10,71 ft) изнад нивоа мора и запремина воде је већа од 16 km3 (3,8 cu mi). Планине у околини уздижу се више од 2,300 m (7 ft 6,6 in) изнад нивоа језера.
Језеро је настало 1911. године, након великог земљотреса, када је реку Мургхаб блокирало велико клизиште. Научници верују да је брана од клизишта настала у земљотресу, позната као брана Усои, нестабилна с обзиром на локалну сеизмичност, и да је терен испод језера у опасности од катастрофалних поплава ако брана пропадне током будућег земљотреса. Зид бране Усои је 7. децембра 2015. преживео локализовани земљотрес магнитуде 7,2, земљотрес у Таџикистану 2015. године, без видљивих знакова погоршања.
Језеро Шадау је мало водено тело југозападно од бране Усои и западно од језера Сарез.

## Формација
Формирање језера Сарез описано је у књизи Мидлтона и Томаса:
Земљотрес у Сарезу 1911., процењен на 6,5-7,0 по Рихтеровој скали, догодио се око поноћи, 5-6 фебруара 1911. Смртни случајеви су процењени на 302. Клизиште је било 2,2 милијарде кубних метара и формирало је Усои брану која је око 5 km дуга, 3,2 km широка и до 567 m висока, највиша природна брана на свету. Усои је било село затрпано под клизиштем. Подручје је било толико изоловано, а уништење планинских стаза тако потпуно да је требало шест недеља пре него што је глас стигао до руских постова у Мургаб и Хорог.

1968. године клизиште је изазвало таласе од два метра у језеру. На конференцији одржаној 1997. у Душанбеу закључено је да је брана нестабилна и да би могла да се сруши ако дође до још једног снажног земљотреса. Студија Светске банке из 2004. показала је да је брана стабилна. Чини се да је главна опасност делимично одвојена стенска маса од око 3 km³ која би могла да се откачи и падне у језеро. Пошто је долина испод бране тако уска, свака поплава би била веома разорна. Резултат глобалне анализе ризика коју је спровео STUCKY за Светску банку представљен је на IAHR симпозијуму 2002. у Санкт Петербургу и на Међународном конгресу о великим бранама 2006. у Барселони.